# Mitsubishi Ki-2
Mitsubishi Ki-2 – japoński lekki bombowiec wytwórni Mitsubishi przeznaczony dla lotnictwa Cesarskiej Armii Japońskiej, zbudowany w latach 30. XX wieku. Oznaczenie aliantów: „Louise”.

## Historia

### Geneza
W lutym 1933 roku do Japonii dotarł zakupiony w Szwecji samolot Junkers K 37. Zmodyfikowana maszyna została przez Japończyków przetestowana w prawdziwych warunkach bojowych podczas walk w Mandżurii w 1932 roku. Co prawda pojawienie się na kontynencie samolotu zbiegło się już z wygaśnięciem walk i całkowitym opanowaniem Mandżurii przez siły japońskie, to jednak intensywnie użytkowany K 37, przez pierwsze kilkanaście dni walk zebrał bardzo pochlebne opinię. Doskonałe oceny samolotu przyczyniły się do zlecenia firmie Mitsubishi zbudowanie w oparciu o konstrukcję K 37 ciężkiego samolotu bombowego. Rezultatem podjętych prac była maszyna Mitsubishi Ki-1. Pomimo bardzo dobrego pierwowzoru, Ki-1 okazał się być samolotem powolnym, trudnym w pilotażu i eksploatacji. K 37 wpłynął również na decyzję o budowie lekkiego samolotu bombowego, mającego zastąpić w jednostka lotnictwa armii dwupłatowe samoloty Mitsubishi Typ 87 i Kawasaki Typ 88, jak również do spółki z jednosilnikowym Kawasaki Ki-3 stworzyć trzon lekkiego lotnictwa bombowego armii. Wymagano, aby nowa maszyna mogła lecieć z maksymalną prędkością rzędu 260 km/h, posiadać pułap praktyczny 2000 – 3000 metrów, ładunek bomb rzędu 500 kg, mieć możliwość kontynuowania lotu poziomego z jednym niedziałającym silnikiem oraz możliwość dokonania skrętu podczas lotu w stronę niepracującego silnika.

### Projekt

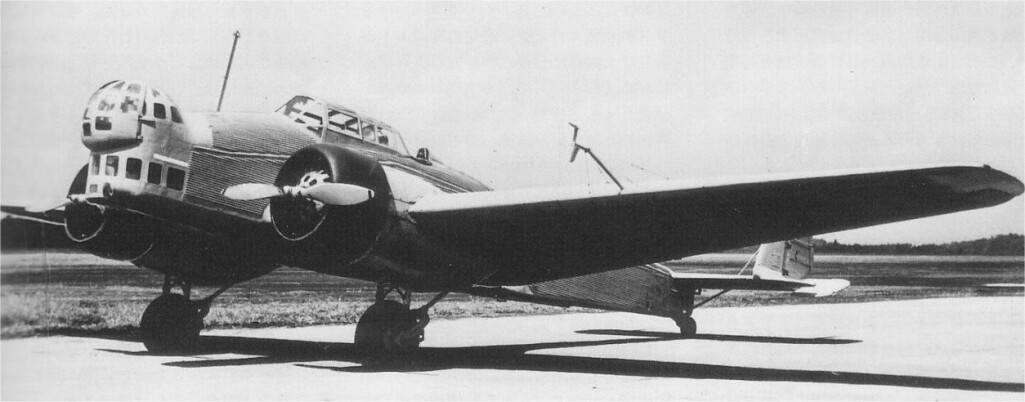
Ki-2-II

Na czele zespołu konstrukcyjnego stanął inżynier Nobushiro Nakata, ten sam, który odpowiadał również za projekt samolotu Ki-1. Przy projektowaniu nowej maszyny oparto się na konstrukcji K 37, jak również sięgnięto po doświadczenia zebrane podczas prac nad samolotami Ki-1 i Mitsubishi Ki-20. W porównaniu z bazową konstrukcją K 37 zmodyfikowano kadłub samolotu, planując w dziobie maszyny umieścić kulistą, obrotową wieżyczkę strzelecką, wymieniono gumową instalację amortyzatorów kół podwozia głównego zastępując ją instalacją hydrauliczno-pneumatyczną. Bez zmian pozostawiono skrzydła, modyfikując jedynie lotki samolotu. Skrzydła i usterzenie mogły zostać łatwo zdemontowane, aby umożliwić transport samolotu koleją. Instalacja paliwowa składała się z dwunastu zbiorników umieszczonych w centropłacie i kadłubie. W przypadku lotu z maksymalnym ładunkiem bombowym, napełniane miały być tylko zbiorniki znajdujące się w centropłacie. W listopadzie 1932 roku w projekcie dokonano dalszych zmian, zrezygnowano z obrotowej wieżyczki na rzecz prostszego, otwartego stanowiska strzeleckiego. Usunięto dolne stanowisko strzeleckie na korzyść zwiększenia pola ostrzału z górnego stanowiska kadłubowego. Podjęto również ostateczną decyzję co do zastosowanego w samolocie silnika. Miał nim być sprawdzony Nakajima Jupiter VII o mocy maksymalnej 570 KM. W maju 1933 roku ukończono pierwszy egzemplarz prototypowy, który poddano intensywnym próbom w locie. Niestety, jedna z nich zakończyła się katastrofą. Podczas podchodzenia do lądowania maszyna uległa przełamaniu tuż za skrzydłami i zwaliła się na ziemię grzebiąc w swoich szczątkach całą załogę. Drugi prototyp był praktycznie taki sam jak rozbity samolot. W dwóch kolejnych wzmocniono tylną część kadłuba, podwyższając jednocześnie grzbiet samolotu. Zmodyfikowano grzbietowe stanowisko obudowując je oszkleniem i podnosząc stanowisko karabinu, w maszynach seryjnych zrezygnowano z takiego rozwiązania. Nowy samolot uzyskał akceptację lotnictwa armii i pod nazwą Kyūsan-shiki sōkei bakugekiki (Dwusilnikowy Lekki Samolot Bombowy Typ 93) skierowany został do produkcji seryjnej. W 1936 roku Ki-2 poddano modyfikacjom mającym na celu poprawę osiągów maszyny. Prace rozpoczęto na seryjnym egzemplarzu samolotu. Zainstalowano nowy, mocniejszy silnik Nakajima Ha-8-I, drewniane śmigła zastąpiono śmigłami metalowymi, zakryto kabinę pilotów oszkloną osłoną odsuwaną do tyłu. Zainstalowano rozpatrywane wcześniej podwozie chowane, koła podwozia głównego chowały się do wnęk w gondolach silnikowych, a kółko ogonowe osłonięto owiewką (zrezygnowano z niej w samolotach seryjnych). Wzdłuż lewej burty kadłuba wygospodarowano miejsce na dodatkową komorę bombową mieszczącą 20 ustawianych pionowo bomb o masie 15 kg każda. Blachę falistą pokrywającą zewnętrzne części skrzydeł zastąpiono blachą gładką. Zmodyfikowano dziób samolotu osłaniając stanowisko strzelca kulistą osłoną, której część była ruchoma i mogła wychylać się na boki. Nowy samolot wprowadzono do produkcji seryjnej w kwietniu 1937 roku.

## Służba
Samoloty weszły do służby w 1934 roku. Jako pierwsze otrzymały je 7 i 12 Hikō Rentai (pułki lotnicze) a następnie 9, 10 i 16 Hikō Rentai. Maszyny weszły w skład eskadr lekkich bombowców. Swój chrzest bojowy Ki-2 przeszły podczas wojny chińsko-japońskiej, gdzie zyskały bardzo dobrą opinię. W 1939 roku rozpoczęto wycofywanie samolotów z jednostek bojowych. Pomimo tego, cieszące się zaufaniem pilotów maszyny jeszcze przez kilka lat wykorzystywano do zadań transportowych i łącznikowych.

## Konstrukcja
Ki-2 był metalowym, wolnonośnym dolnopłatem z dwoma gwiazdowymi silnikami napędzającymi dwułopatowe, stałe śmigła. Podwójne, zastrzałowe usterzenie pionowe zainstalowane na obydwu końca usterzenia poziomego, również podpartego zastrzałami. Podwozie stałe, zastrzałowe (wersja Ki-2-I) z tylnym kółkiem ogonowym lub chowane (wersja Ki-2-II) do wnęk w gondolach silnikowych, tylne kółko ogonowe stałe. Czterodźwigarowe skrzydła o trapezowym obrysie. Załoga trój- lub czteroosobowa. W dziobie maszyny swoje stanowisko zajmował strzelec, za nim znajdowały się odkryte (wersja Ki-2-I) stanowiska pilota i tylnego strzelca ustawione jedno za drugim. W wersji Ki-2-II kabina pilota była zamykana szklaną owiewką. W niektórych samolotach seryjnych pomiędzy kabiną pilota i tylnego strzelca montowano dodatkowe stanowisko przeznaczone dla obserwatora lub w przypadku lotów szkolnych – instruktora.

## Uzbrojenie
Uzbrojenie strzeleckie składało się z dwóch karabinów maszynowych kalibru 7,7 mm. Pierwszy z nich znajdował się w dziobowym stanowisku strzeleckim, a drugi w grzbietowym. Samolot mógł przenosić do 500 kg bomb.